# Winifred McNair
Winifred McNair (de soltera **Winifred Margaret Slocock**, 9 de agosto de 1877 - 28 de marzo de 1954) fue una jugadora de tenis de Gran Bretaña. Es mejor recordada por haber ganado la medalla de oro en dobles femeninos (junto a Kathleen McKane) en los Juegos Olímpicos de 1920 en Amberes, Bélgica. Entre 1906 y 1925 compitió en 15 ediciones del Campeonato de Wimbledon. Su mejor resultado en Wimbledon fue en 1913, cuando alcanzó la final del evento de retadoras y ganó el título de dobles, haciendo pareja con Dora Boothby.
Se casó con Roderick McNair el 22 de abril de 1908.

## Finales de Grand Slam

### Individuales (1 subcampeonato)
| Resultado | Año   | Campeonato | Superficie | Oponente                  | Marcador |
| --------- | ----- | ---------- | ---------- | ------------------------- | -------- |
| Derrota   | 19131 | Wimbledon  | Césped     | Dorothea Lambert Chambers | 0–6, 4–6 |

1 En realidad, esta fue la final de retadoras ya que Ethel Thomson Larcombe no defendió su título de Wimbledon 1912, lo que resultó en que la ganadora de la final de retadoras ganara el torneo de Wimbledon en 1913 por walkover.

### Dobles (1 título)
| Resultado | Año  | Campeonato | Superficie | Compañera    | Oponentes                                         | Marcador      |
| --------- | ---- | ---------- | ---------- | ------------ | ------------------------------------------------- | ------------- |
| Victoria  | 1913 | Wimbledon  | Césped     | Dora Boothby | Charlotte Cooper Sterry Dorothea Lambert Chambers | 4–6, 2–4 ret. |